# ديماراتوس
ديماراتوس هو ملك إسبرطة من العائلة اليوريبونتية وهو خليفة أبيه أريستون، وهو معروف بمعارضته لشريكه كليومينس الأول في مساعيه لتنصيب إيساغوراس طاغية على أثينا ولاحقا عارض معاقبة أيجينا لاستسلامها للفرس. وحاول ما بوسعه لجعل كليومينس مكروها في إسبرطة. فحث هذا الاخير ليوتيخيدس وهو أحد أقاربه وعدو لديماتاروس بأن يطالب بالعرش بحجة أن ديماتاروس ليس ابن أريتوس ولكنه ابن أجيتوس وهو زوج أمه الأول.
قام كاهن دلفي (بعد أن تلقى رشوة من كليومينس) بإعلان كان في صالح ليوتيخيدس الذي أصبح ملكا عام 491 ق م. فر ديماتاروس بعدها إلى دارا الأول الذي أعطاه مدن بيرغاموم وتيوثرانيا وهاليسارنا وكان خلفاؤه يحكمون في بداية القرن الرابع قبل الميلاد. ورافق أحشويرش الأول في رحلته على اليونان ولكن نادرا ما اعتبرت الروايات حول تقديمه النصائح والتحذيرات لأحشويرش في عدة مرات تاريخية.
تكلم عنه هيرودوتس ولكن الكتاب اللاحقين إما نقلوا عنه معلوماته أو زادوا معلومات من عندهم ومنهم باوسانياس وديودورس وبولينايوس وسينيكا. وهناك قصة رواها بولينايوس وبلوتارخ ولكن يشك في صحتها بشكل كبير وهذه القصة مفادها أن غزو أرغوس فشل بسبب تيليسيلا الشاعرة والنساء الأرغوسيات